# Chikola (Manyoni)
Chikola ist ein Verwaltungsbezirk (englisch Ward) des Distrikts Manyoni in der tansanischen Region Singida.

## Geografie
Chikola ist ein Bezirk im nördlichen Zentralteil von Tansania etwa 30 Kilometer Luftlinie südlich der Distrikthauptstadt Manyoni. Bei der Volkszählung 2022 lebten 19.462 Menschen in 3294 Haushalten auf einer Fläche von 487 Quadratkilometern.
Der Bezirk grenzt im Westen und im Norden an den Distrikt Itigi und sonst an drei Bezirke des Distrikts Manyoni:
|        | Idodyandole                                 | Sasajila |
| Ipande | Kompassrose, die auf Nachbargemeinden zeigt | Majiri   |
|        | Heka                                        |          |

## Gliederung
Der Bezirk besteht aus fünf Gemeinden (swahili Mtaa) mit 21 Orten (Kitongoji):
| Chikola - Chikola - Chisimbo - Uyanzi - Mituru - Ipululu | Kasanii - Kasanii A - Kasanii B - Mjendiyaga - Idole | Itetema - Itetema - Matongoro - Nkambala - Nkambala B - Isanga | Chidamsulu - Chidamsulu A - Chidamsulu B - Mguji | Winamila - Winamila - Chibwe - Chikuyu - Nkunzi |

## Infrastruktur
- Bildung: Die Kizigo Secondary School ist die einzige weiterführende Schule des Bezirks.[7] Diese staatliche Schule bildet Tages- und Internatsschüler bis zur 4. Stufe aus.[8]
- Gesundheit: In den Gemeinden Chikola[9] und Kasanii[10] gibt es je eine staatliche Apotheke.